# 任城区
任城区是中国山东省济宁市所辖的一个市辖区。位於魯西南平原，南四湖北端，為濟寧市政治、經濟、文化中心，濟寧市組群城市核心區。總面積651平方公里，區人民政府駐任城大道89號。
2013年10月18日，国务院以国函〔2013〕115号文批复撤销济宁市市中区、任城区，设立新的济宁市任城区，以原市中区、任城区的行政区域为新设任城区的行政区域。

## 行政区划
任城区下辖17个街道办事处、3个镇：
许庄街道、柳行街道、洸河街道、李营街道、南张街道、仙营街道、金城街道、廿里铺街道、接庄街道、古槐街道、济阳街道、阜桥街道、越河街道、观音阁街道、南苑街道、安居街道、唐口街道、长沟镇、石桥镇和喻屯镇。

## 人口
根據第七次全国人口普查數據，截至2020年11月1日零時，任城區常住人口為1075599人。

## 特产
李营法桐：中国地理标志产品。